# يوهانس إيغشتاين
يوهانيس إيغشتاين (بالألمانية: Johannes Eggestein)‏ (8 مايو 1998 بهانوفر في ألمانيا - ) هو لاعب كرة قدم ألماني في مركز الهجوم. شارك مع منتخب ألمانيا تحت 17 سنة لكرة القدم. أما مع النوادي، فقد لعب مع فيردر بريمن.

## وصلات خارجية
- يوهانس إيغشتاين على موقع الاتحاد الدولي (مؤرشف)  (الإنجليزية)
- يوهانس إيغشتاين على موقع الاتحاد الأوربي (الإنجليزية)
- يوهانس إيغشتاين على موقع قاعدة بيانات كرة القدم.إي يو (الإنجليزية)
- يوهانس إيغشتاين على موقع Soccerbase.com (لاعب) (الإنجليزية)
- يوهانس إيغشتاين على موقع Soccerway.com (الإنجليزية)
- يوهانس إيغشتاين على موقع عالم كرة القدم.نت (الإنجليزية)
- يوهانس إيغشتاين على موقع AS.com (الإسبانية)